# Godardia wakefieldii
Godardia wakefieldii är en fjärilsart som beskrevs av Ward 1873. Godardia wakefieldii ingår i släktet Godardia och familjen praktfjärilar. Inga underarter finns listade i Catalogue of Life.